# Боско, Филип
Филип Боско (англ. Philip Bosco; 26 сентября 1930 — 3 декабря 2018) — американский актёр.

## Биография
Родился 26 сентября 1930 года в Джерси-Сити в семье Филипа Лупо Боско и его супруги Маргарет Рэймонд. Отец обслуживал аттракционы в парке развлечений, а мать работала в полиции. Предки родителей были выходцами из Германии и Италии.
Филип посещал подготовительную школу Св. Петра в Джерси-Сити. Изучал драму в Католическом университете Америки, где он имел значительный успех в роли шекспировского Ричарда III.
2 января 1957 года Боско женился на студентке того же университета Нэнси Энн Данкл. У них семеро детей: Дженни, Диана, Филипп, Крис, Джон, Лиза, Селия и 15 внуков. Завершил актёрскую карьеру в 2010 году. В последние годы проживал в Хоэрте, Нью-Джерси.
3 декабря 2018 года Боско умер в своём доме в Нью-Джерси в возрасте 88 лет.

## Избранная фильмография
| Год  |   | Русское название        | Оригинальное название    | Роль                  |
| ---- | - | ----------------------- | ------------------------ | --------------------- |
| 1985 | ф | Стеклянные стены        | Walls of Glass           | Джеймс Фланаган       |
| 1986 | ф | Дети меньшего бога      | Children of a Lesser God | Кёртис Фрэнклин       |
| 1986 | ф | Долговая яма            | The Money Pit            | Керли                 |
| 1987 | ф | Трое мужчин и младенец  | Three Men and a Baby     | сержант Мелковиц      |
| 1987 | ф | Подозреваемый           | Suspect                  | Пол Грэй              |
| 1988 | ф | Другая женщина          | Another Woman            | Сэм                   |
| 1988 | ф | Деловая девушка         | Working Girl             | Орен Траск            |
| 1989 | ф | Команда мечты           | The Dream Team           | О’Малли               |
| 1990 | ф | Быстрые перемены        | Quick Change             | водитель автобуса     |
| 1990 | ф | Голубая сталь           | Blue Steel               | Фрэнк Тёрнер          |
| 1991 | ф | В истинном свете        | True Colors              | сенатор Фрэнк Стюбенс |
| 1991 | ф | Иллюзия убийства 2      | F/X 2                    | Рэй Шилак             |
| 1992 | ф | Разговор начистоту      | Straight Talk            | Джин Перлман          |
| 1994 | ф | Без дураков             | Nobody's Fool            | судья Флэтт           |
| 1994 | ф | Безопасный проход       | Safe Passage             | Морт                  |
| 1994 | ф | Карманные деньги        | Milk Money               | Джерри                |
| 1994 | ф | Энджи                   | Angie                    | Фрэнк Скассопинсьери  |
| 1995 | ф | Двое: Я и моя тень      | It Takes Two             | Винченцо              |
| 1996 | ф | Клуб первых жён         | The First Wives Club     | дядя Кармине          |
| 1997 | ф | Свадьба лучшего друга   | My Best Friend's Wedding | Уолтер Уоллес         |
| 2001 | ф | Кейт и Лео              | Kate & Leopold           | Отис                  |
| 2006 | ф | Обратная сторона правды | Freedomland              | священник             |
| 2007 | ф | Дикари                  | The Savages              | Ленни Сэвидж          |

## Награды и номинации
Награды
- Дневная премия «Эмми»: «ABC Специально после школы» — лучший ведущий детской программы (1988)
- Драма Деск: «Одолжите тенора!» — лучший актёр в спектакле (1989)
- Тони: «Одолжите тенора!» — лучший актёр в спектакле (1989)
- Премия Национального совета кинокритиков США: «Клуб первых жён» — лучший актёрский ансамбль (1996)

Номинации
- Gotham Awards: «Дикари» — лучший актёрский ансамбль (2007)
- AARP Movies for Grownups Awards: «Дикари» — лучший актёр второго плана (2008)